# Société anonyme du chemin de fer de la Vologne
La Société anonyme du chemin de fer de la Vologne et des magasins généraux d'Épinal est le nom de la Compagnie créée après la concession du chemin de fer d'intérêt local d'Arches à Laveline, concédée en 1866 par le département des Vosges. Elle deviendra plus tard (avant 1873) la compagnie des chemins de fer des Vosges.

## Concession
Un avant-projet pour un chemin de fer d'intérêt local d'Arches à Laveline, donne lieu à une enquête d'utilité publique dont le procès-verbal de la commission d'enquête est daté du 31 juillet 1866. Le cahier des charges définissant les droits et obligations de chacun des contractants est dressé à Épinal le 25 août 1866.
Le 15 décembre 1866, le préfet du département des Vosges, suivant les délibérations du conseil général du 5 septembre et 6 novembre 1866, concède avec réserves, à Joseph Galtier (père) et François-Édouard Bardin de Péronne, un chemin de fer d'intérêt local d'Arches à Laveline par la vallée de la Vologne.
Le décret impérial d'utilité publique est promulgué le 25 décembre 1867.